# Веха (управление проектами)
Веха (milestone, майлстоун) — в управлении проектами контрольная точка, значимый, ключевой момент (например, переход на новую стадию, новый этап в ходе выполнения проекта). Как правило, с этим моментом связано завершение какого-либо ключевого мероприятия, подписание важных документов или любые другие значительные действия, предусмотренные планом проекта. Сдвиг вехи приводит к сдвигу всего проекта.
В дополнение к сигнализации о завершении некоего ключевого этапа, веха употребляется в значении принятие важного, ключевого решения, способного изменить весь ход проекта. В этом смысле вехи отмечают не только контрольные точки процесса, но и указывают направление движения.